# Palaistra

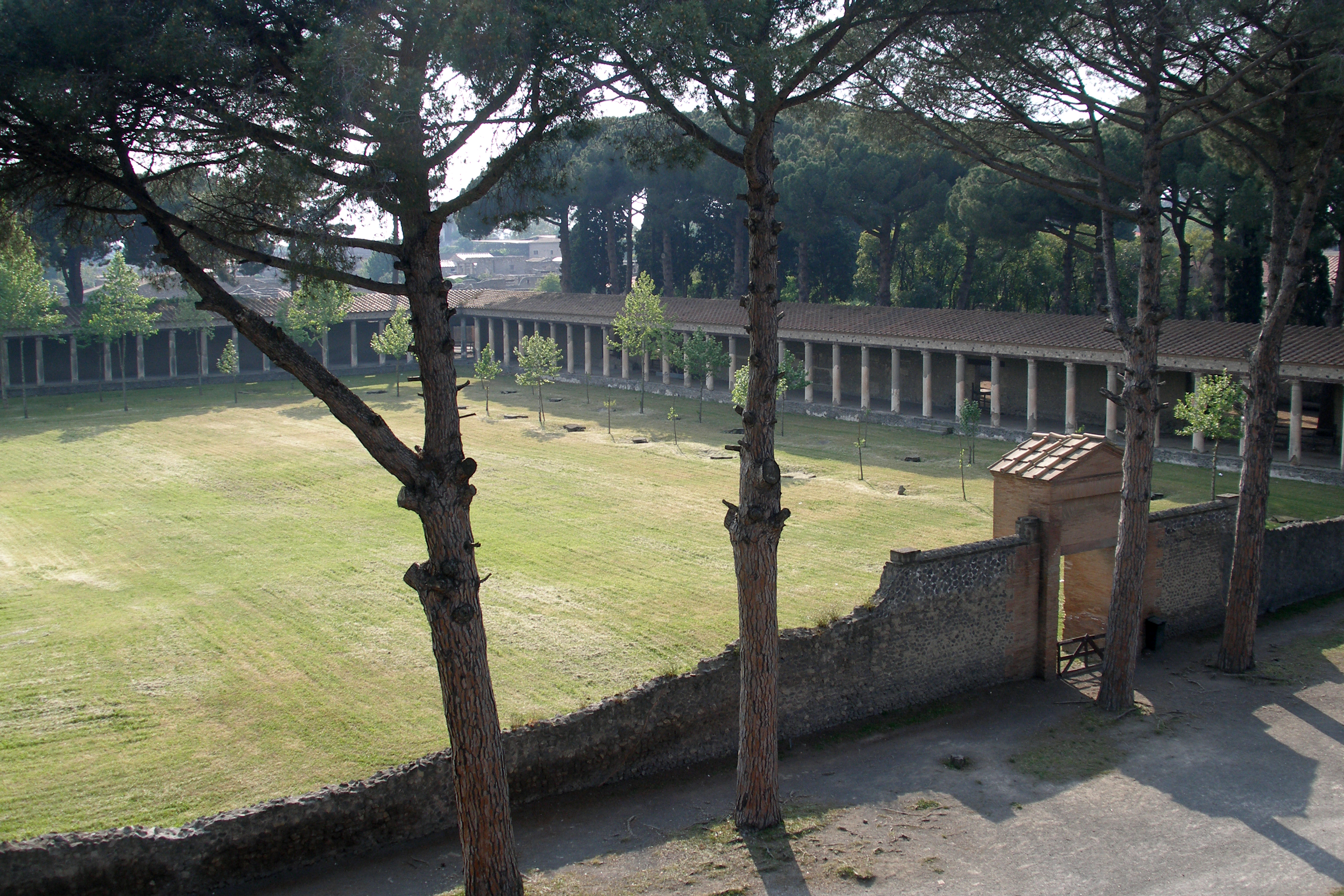
Palaistra van Pompeii

Een palaistra (Oudgrieks: παλαίστρα: Latijn: palaestra) was in de klassieke oudheid een oefen-, opleidings- en wedstrijdfaciliteit voor sport (in eerste instantie boksen, worstelen, pankration en verspringen). De naam is afgeleid van de worstelsport (πάλη / palē) en betekent letterlijk 'worstelperk'. Het was ook een publieke plaats voor intellectuele en amoureuze activiteiten.

## Geschiedenis
Aanvankelijk was de palaistra niet meer dan een open ruimte waar water en boomschaduw voorhanden waren. In de klassieke en vooral in de hellenistische tijd evolueerde dit tot een gebouwencomplex. Het werd opgetrokken door de polis of vaker nog door een weldoener. Palaistra's verspreidden zich later over het hele Romeinse Rijk en erbuiten, overal waar de culturele invloed van de Grieken zich liet gelden. Bij de Romeinen deden nieuwe sporten hun intrede in de palaistra's, die vaak deel waren van een thermencomplex.

## Inrichting
Architecturaal was de palaistra typisch een vierkant gebouw met een peristylium rond een binnenhof, aansluitend op een (groter) gymnasion. De toegang tot de palaistra kon rechtstreeks zijn of via het gymnasion. Centraal tussen de zuilengangen lag het binnenhof van zand of gestampte aarde. Voorts waren er badkamers (loutron), kleedkamers (apodytērion), lesruimten, massagevertrekken en opslagplaatsen voor olie en zand (konystērion). Het elaiothesion of aleiptērion was de ruimte waar de atleten zich invetten met olie. Vervolgens begaf men zich in een naastgelegen vertrek om een stoflaagje aan te brengen. In het korykeion konden de vuistvechters en pankratisten zich opwarmen met leren zakken zand (korykoi). 

## Organisatie
Aan het hoofd van de palaistra stond een gymnasiarch, die ook olie en zand ter beschikking stelde. De trainingen en de nutritionele en medische begeleiding werden gegeven door gymnasten – vaak voormalige soldaten of atleten. Zij hadden een geïndividualiseerde benadering die sterk de hand hield aan discipline. Met hun soepele stok straften ze valsspelers en slechte verliezers. Voor en na de sport werden massages gegeven door de aleiptē. Een paidotribēs trainde de kinderen vanaf zeven jaar. Na het sporten, dat naakt gebeurde, schraapte men het stof en de olie af met een strigilis. Daarna volgde warme en koude baden en opnieuw een massage.

## Extrasportieve activiteiten
Naar het ideaal van de kalokagathia ging in de palaistra vanaf de 5e eeuw v.Chr. fysieke inspanning gepaard met intellectuele ontwikkeling. In de zuilengangen of in exedra's werd les gegeven over atletiek, voedingskunde, filosofie en politiek. Als we mogen afgaan op Plato en Aristofanes, had de sociabiliteit in de palaistra ook een amoureus aspect. Mannen kwamen de naakte atleten bewonderen en zochten naar efeben.